# شایب‌البنات
شایب البَنات (انگلیسی: Gabal Sha'ib El Banat) کوهی است در مصر واقع در صحرای شرقی. این کوه در ۴۰ کیلومتری دریای سرخ قرار دارد و میان شهرهای غردقه و سفاجا واقع شده است.
شایب‌البنات بلندترین قله را در صحرای شرقی دارد و در تمامی مصر نیز، به استثنای شبه‌جزیره سینا بلندترین قله به‌شمار می‌آید.